# 伊那木·乃斯尔丁
伊那木·乃斯尔丁（1956年11月—），男，维吾尔族，新疆乌鲁木齐人，中华人民共和国政治人物，曾任新疆维吾尔自治区旅游局党组副书记、局长，新疆维吾尔自治区人大常委会副主任。